# Јован Шибалија
Јован Шибалија је црногорски, старохерцеговачки и дробњачки јунак. Заједно са осталим јунацима Дробњака, као што су Шујо Караџић, Ђоко Маловић, Гаврило Шибалија и други, пружао је велики отпор Турцима. Нарочито је пружао отпор прије и за вријеме Првог српског устанка. У циљу ослобођења и уједињења одржавао је везе са Карађорђем, Петром Цетињским и Архимандритом Арсенијем. Учествовао је у освајању Београда у Првом српском устанку, заједно са Шујом Караџићем, Васом Чарапићем и Узун Мирком. Том приликом су га Турци ранили. Јован Шибалија је погинуо мијењавши Карађорђа у двобоју против знаменитог мегданџије тог времена, Туран бега, који је такође у истом двобоју смртно страдао. Јован Шибалија је сахрањен на Опленцу уз све војничке почасти.